# شرکت بانک اورینتال
شرکت بانک اورینتال (انگلیسی: Oriental Bank Corporation) یک بانک امپراتوری انگلیس در هند بود که در سال ۱۸۴۲ تأسیس شد و در سراسر خاور دور دور مشهور شد. به عنوان یک بانک مبادله ای، OBC در وهله اول به امور مالی تجارت و مبادلات با ارزهای مختلف مربوط می‌شد.